# Joseph Bavozet
Pas d'image ? Cliquez ici

a Compétitions nationales et continentales officielles uniquement.

b Matchs officiels uniquement.
Dernière mise à jour le 23/4/2013.
Joseph Bavozet, né le 26 mai 1887 à Lyon et mort le 15 mai 1967 dans la même ville, est un joueur français de rugby à XV qui évolue au poste de troisième ligne aile. Il joue en sélection nationale et au FC Lyon.

## Biographie
Son frère aîné Pierre Bavozet, capitaine des Lyonnais avant la Première Guerre mondiale, est champion de France à ses côtés en jouant en seconde ligne,. Tous deux sont des cheminots lyonnais. Il connaît trois sélections lors du Tournoi des Cinq Nations 1911. À cette occasion, il est membre de l'équipe pour la première fois vainqueur d'une sélection britannique, l'Écosse, le 2 janvier 1911.

## Palmarès
- Champion de France en 1910 avec le FC Lyon.

## Statistiques en équipe nationale
- Trois sélections
- Ventilation par année : 3 en 1911.
- Un Tournoi disputé en 1911.